# Xylica oedematosa
Xylica oedematosa (PSG 234) is een insect uit de orde Phasmatodea en de familie Bacillidae. De wetenschappelijke naam van deze soort werd voor het eerst geldig gepubliceerd in 1898 door Karsch.
X. oedematosa komt voor in Tanzania. De vrouwtjes kunnen tot 6,5 cm lang worden (lichaamslengte), terwijl de mannetjes een stuk korter zijn (4,5 cm). De mannetjes zijn een stuk slanker dan de relatief gedrongen en ruw gebouwde vrouwtjes. De jongen zijn bij de geboorte 20 tot 24 mm lang en bezitten een appelgroene lichaamskleur, die zij behouden tot het volwassen stadium. 
Bij verstoring scheiden de insecten een indringende geur af.